# Seehausen (Schiff)
Die Seehausen ist ein Fahrgastschiff auf dem Staffelsee in Bayern.
Die Route der Seehausen ist ein Rundkurs von Seehausen über Achele (Murnau) und Uffing zurück nach Seehausen. Die Fahrtdauer beträgt etwa 80 Minuten. Die Rundfahrten werden in den Monaten April bis Oktober durchgeführt. Das Schiff ist ein Kopflander mit 270 Sitzplätzen, bei dem im Gegensatz zu herkömmlichen Fahrgastschiffen die Gäste nicht an einer Längsseite einsteigen, sondern über die Bugrampe. Diese Bauweise ermöglicht auch für Gehbehinderte und Rollstuhlfahrer einen problemlosen Zugang. Der Schiffsneubau der Lux-Werft wurde am 2. April 2009 mit einem Autokran vom Tieflader in den Staffelsee gesetzt und ersetzte die ebenfalls in der Lux-Werft gebaute Seehausen (1998), die nun unter dem Namen Herzogstand den Kochelsee befährt. Ihren offiziellen Betrieb aufgenommen hat die Seehausen am 10. April 2009.

## Ehemalige Schiffe mit dem NamenSeehausenauf dem Staffelsee
| Baujahr | Bauwerft / Ort                | Länge / Breite / Tiefgang | Hauptantriebs- leistung | Fahrgäste max. | Bemerkung                                                 |
| ------- | ----------------------------- | ------------------------- | ----------------------- | -------------- | --------------------------------------------------------- |
| 1959    | Ulmer Schiffs- und Bootswerft | 13,00 m / 3,00 m / 0,55 m | 37 kW / 50 PS           | 57             | Bis 1996 in Fahrt, aufgelegt, in die Niederlande verkauft |
| 1998    | Lux-Werft, Mondorf            | 18,80 m / 5,30 m / 0,90 m | 84 kW / 115 PS          | 100            | Taufe am 17. Mai 1998, 60 Gäste im Schiff, 40 an Oberdeck |